# Myofibrilläre Myopathie 3
Die Myofibrilläre Myopathie 3 (MFM3) ist eine sehr seltene, erbliche Muskelerkrankung, die zur Gruppe der myofibrillären Myopathien gehört. Die Erkrankung wird durch „missense“-Mutationen im MYOT-Gen verursacht und autosomal-rezessiv vererbt. Von D. Selcen und A. G. Engel wurden 2004 bei 6 nicht miteinander in Beziehung stehenden Personen mit myofibrillärer Myopathie insgesamt vier verschiedene heterozygote Mutationen im MYOT-Gen nachgewiesen, die alle im Exon 2 des Gens lokalisiert sind, dessen Funktion bisher nicht bekannt ist. MYOT kodiert für das Protein Myotilin.
Die Myofibrilläre Myopathie 3 wird von zwei anderen Myotilinopathien, der Spheroid-Körper-Myopathie und der Gliedergürteldystrophie 1A, abgegrenzt. Es handelt sich um allelische Erkrankungen.

## Klinisches Bild
Die Erkrankung manifestierte sich bei den bisherigen Fällen im Alter zwischen 50 und 77 Jahren. Hauptsymptome sind eine fortschreitende Schwäche der distalen Muskulatur und eine periphere Neuropathie. Bei einigen Patienten wurde eine Kardiomyopathie nachgewiesen.

## Diagnose
Die Kreatinkinase im Blutserum ist meist normal. Elektromyographisch können unspezifische myopathische und neuropathische Veränderungen nachgewiesen werden. Durch histologische Untersuchung eines Muskelbiopsats lassen sich typische Veränderungen einer myofibrillären Myopathie nachweisen. Es zeigen sich atypische Muskelfasern, die dunkelblaue und kongophile Strukturen (β-Amyloid) enthalten und mit Antikörpern reagieren, die gegen Myotilin, Alpha-B-crystallin, Dystrophin und Desmin gerichtet sind.